# 天主教伊尼揚巴內教區
天主教伊尼揚巴內教區（拉丁語：Dioecesis Inhambaniana）是莫桑比克一個羅馬天主教教區，屬馬普托總教區。
教區成立於1962年8月3日，位於伊尼揚巴內省，2006年有教友263,717人（佔轄區總人口20.0%）、廿二個堂區、卅三名司鐸。現任教區主教為阿德里亞諾·蘭加。